# 阿巴河 (俄罗斯)
阿巴河是俄羅斯的河流，位於科麥羅沃州，屬於托木河的左支流，河道全長71公里，流域面積867平方公里，發源自基謝廖夫斯克附近的高原，河畔城鎮有普羅科皮耶夫斯克和新庫茲涅茨克。